# Bulbophyllum negrosianum
Bulbophyllum negrosianum là một loài phong lan thuộc chi Bulbophyllum.